# Chathamisis
Chathamisis is een geslacht van neteldieren uit de klasse van de Anthozoa (bloemdieren).

## Soorten
- Chathamisis bayeri Grant, 1976
- Chathamisis ramosa (Hickson, 1904)